# Archepsilonema sagmacricum
Archepsilonema sagmacricum är en rundmaskart. Archepsilonema sagmacricum ingår i släktet Archepsilonema och familjen Epsilonematidae. Inga underarter finns listade i Catalogue of Life.